# اچ‌نوام‌اس ویدار (۱۸۷۸)
اچ‌نوام‌اس ویدار (۱۸۷۸) (به انگلیسی: HNoMS Vidar (1878)) یک کشتی است که طول آن ۲۸ متر (۹۱ فوت ۱۰ اینچ) می‌باشد. این کشتی در سال ۱۸۷۸ ساخته شد.